# 被告に罪状をあてがう

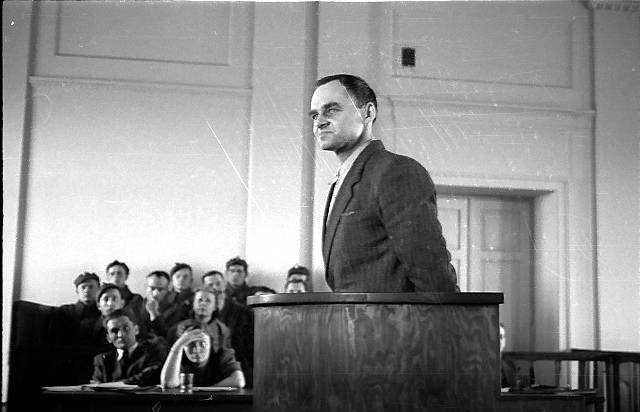
ポーランドにおいて、見せしめ裁判により処刑されたヴィトルト・ピレツキ（1948年）

「被告に罪状をあてがう」 (ポーランド語: Dajcie mi człowieka, a paragraf się znajdzie; 直訳すれば 人をくれ、そうすれば彼に合う罪状があるだろう となる ) とは、社会主義体制下のポーランド(ポーランド人民共和国)において生み出された慣用句である。
ポーランドにおいて、司法が無罪推定の原則に基づかず、犯人であると「疑われる」人物に対して罪状を「あてがう」ことで冤罪を生み出すことを批判する際に、この慣用句が用いられる(p179)(p85)。

## 語源
一般には、ソビエト連邦のスターリン体制下にて、モスクワ裁判をはじめとする見せしめ裁判(大粛清)に関与したアンドレイ・ヴィシンスキー(p200) 、もしくはラヴレンチー・ベリヤの発言が語源であるとされる 。
ただし、ポーランド人研究者Jarosław Grzegorz Pacuła は、類似の言い回しがソビエト連邦成立以前から存在していたことを指摘している。例えば18世紀のスコットランド人判事 Lord Braxfieldの発言 「受刑者たちを連れてこい、そうすれば罪状を見つけられるだろう。」("Let them bring me prisoners, and I will find them law")や、ロシア語のことわざ 「首があれば、それに合う首輪もある。」(Была бы шея, а хомут найдётся; もしくは Была бы голова, а петля найдется)などが語源としてあり、ヴィシンスキーやベリヤはそれらの言葉を引用しただけに過ぎないと、Pacułaは論じている。

## 類義語
17世紀にフランスのリシュリューが述べたとされる言葉として、「もっとも誠実な男によって書かれた6行の文章から、死刑の罪状をでっちあげることができる」 ("Give me six lines written by the hand of the most honest man, I will find something in them which will hang him")が存在する(p85) 。また、アメリカには「検察官はハムサンドを起訴できる」("A prosecutor can indict a ham sandwich".)ということわざが存在する(p38)(p36)。

## ポーランドでの用法
ポーランドにおいて、この言葉はスターリニズムに基づく強硬な政策をとったボレスワフ・ビェルト政権(1948–1956)下において行われた、反政府的とみなされた人物への不当逮捕・拷問・見せしめ裁判・処刑(ヴィトルト・ピレツキの逮捕と処刑が、その代表的な例である)を批判する際に用いられる(pp269–271)。
また近年では、ロシアのウラジーミル・プーチン政権下における、警察組織・司法による不当逮捕や証拠の捏造を批判するにあたっても用いられる慣用表現となっている。